# لوك هنري (المرآة السوداء)
لوك هنري هي الحلقة الثانية من السلسلة الأولى سلسلة الخيال العلمي المرآة السوداء". كتبها مبدع السلسلة تشارلي بروكر وأخرجها سام ميلر. عُرضت مع بقية الموسم السادس على نتفليكس في 15 يونيو 2023.

## القصة
يزور ديفيس مكاردل (صامويل بلينكين) مسقط رأسه في لوخ هنري، اسكتلندا، مع صديقته الأمريكية بيا كوريشي (ميحالا هيرولد). التقيا في دورة سينمائية ويخططان لتصوير وثائقي عن حماية البيض في جزيرة روم. تستقبلهما والدة ديفيس، جانيت (مونيكا دولان)، لكنها وبيا لا تتوافقان. يقدم ديفيس بيا لصديقه ستيوارت كينغ (دانيال بورتمان)، الذي يدير حانة لوخسايد، الوحيدة المتبقية في البلدة المهجورة بعد جرائم قتل في التسعينيات ارتكبها إيان أدير، والذي أطلق النار على والديه وضابط الشرطة كينيث (والد ديفيس) ثم انتحر. أصيب كينيث بكتفيه وتوفي لاحقًا بسبب عدوى في المستشفى عندما كان ديفيس في الثامنة.
تقترح بيا وثائقيًا عن جرائم أدير، رغم تردد ديفيس بسبب تأثيره المحلي. يدعم ستيوارت الفكرة لجذب السياحة، وتوافق جانيت. يقتحمون منزل أدير المهجور ويكتشفون أدوات تعذيب في القبو، فيصورونها بكاميرا قديمة، مستبدلين أشرطة VHS تخص جانيت. بعد حادث سيارة، يُدخل ديفيس المستشفى، بينما تعارض شخصية ثانوية الوثائقي.
تكتشف بيا أن أشرطة جانيت تحتوي على تسجيلات لها ولكينيث مع أدير يعذبون ضحايا. تحاول بيا الهرب لكن جانيت تطاردها. تضرب بيا رأسها أثناء هروبها في جدول مظلم وتموت. تعود جانيت، تترك مذكرة مع أدلة جرائمها، وتنتحر شنقًا.
يساعد ديفيس في وثائقي على Streamberry عن جرائم والديه. يكشف تحقيق أن كينيث قتل عائلة أدير وأصاب نفسه ليبدو أن إيان تصرف بمفرده. يسعد ستيوارت بزيادة السياحة، ويفوز الوثائقي بجائزة BAFTA، لكن ديفيس يعود إلى غرفته الفندقية حزينًا، يقرأ مذكرة انتحار والدته: "لفيلمك. أمك."
1. ↑  "'Black Mirror' Season 6 Episode Titles Hint at a Frightening Adventure" (بالإنجليزية). Retrieved 2023-06-05.{{استشهاد ويب}}:  صيانة الاستشهاد: لغة غير مدعومة (link)